# Annette Laming-Emperaire
Annette Laming-Emperaire ( Petrogrado, 22 de octubre de 1917 - Curitiba, mayo de 1977) fue una arqueóloga francesa.
Su familia dejó Rusia y se instaló en Francia. Estudió Filosofía en París hasta el estallido de la II Guerra Mundial, durante la cual fue integrante de la resistencia francesa.
Después de la guerra, estudió arqueología y se especializó en el estudio del arte prehistórico, incluidas las representaciones parietales de la cueva de Lascaux. Annette Laming defendió en 1957 su tesis doctoral titulada "El significado del arte rupestre paleolítico", bajo la dirección del profesor André Leroi-Gourhan. Este trabajo fue publicado en 1962.
Se casó con el etnólogo José Emperaire, un discípulo de Paul Rivet, con el cual viajó a Chile en 1951. José Emperaire apoyaba la tesis de la llegada del hombre a Sudamérica desde el sur, antes de la migración a través del estrecho de Bering hacia América del Norte. Los dos participaron de las excavaciones en sitios arqueológicos de Argentina, Brasil y Chile. José falleció en 1958 en la Patagonia cuando un muro se derrumbó durante una excavación.
En 1971, Annette comenzó en Brasil un vasto programa de investigaciones arqueológicas en la región de Lagoa Santa. Examinó allí, en particular, seis sitios arqueológicos que fueron descubiertas un siglo antes por el arqueólogo danés Peter Wilhelm Lund. Durante las excavaciones entre 1974 y 1975, descubrió, en un refugio en la roca llamado Lapa Vermelha, los restos fósiles humanos más antiguos encontrados hasta el momento en América, incluido el esqueleto de la mujer conocida como Luzia.
La UNESCO y el gobierno uruguayo la designaron para dirigir un proyecto de salvamento arqueológico en la región de Salto Grande. Falleció en un accidente doméstico, cuando se produjo un escape de gas, en el hotel en que pernoctaba en un viaje de vacaciones, entre Uruguay y Lagoa Santa.
Para Danièle Lavallée, Annette fue "uno de los espíritus más ricos y más fecundos de la investigación prehistórica francesa".